# 大足千佛岩摩崖造像
千佛崖摩崖造像位於重慶市大足縣石桌鄉佛會村，南距石篆山1.5華里。明代造像。編10號。1987年1月23日列為重慶市第二批市級文物保護單位初定名單。1992年3月19日列為重慶市第二批市級文物保護單位。2000年9月7日列為第一批重慶市文物保護單位。